# Gråbrødrekloster (Flensborg)
 For alternative betydninger, se Gråbrødrekloster. (Se også artikler, som begynder med Gråbrødrekloster)
Gråbrødreklosteret var et kloster i Flensborg. Klostret blev oprettet omkring 1232 (muligvis på grunden af et ældre kapel) og tilhørte franciskanerordenen (gråbrødre). Ifølge en anden overlevering var det den jyske foged Johann Hvitting, som stiftede klostret i 1263. Klostret lå i provinsen Dacia (≈ Danmark) og var viet til den hellige Kathrina og kaldtes derfor også Sankt Kathrina Kloster. I folkemunde kaldtes klostret ofte bare Flensborg Kloster. Det nævnes første gang i 1238. I 1269 blev Dacias ordenskapitel holdt i Flensborg. 
Det firefløjede kloster lå i middelalderen nærmest på en ø i Mølleåen lige syd for Søndertorv. Sydfløjen og østfløjen står endnu. Klosterkirken blev revet ned 1580. Gadenavnene Munketoft og Klostergang vidner endnu om munkenes tilstedeværelse i byen. 
I 1200-tallet oprettede munkene Helligåndshospitalet og uden for byen leprahospitalet Sankt Jørgen (i dag Jørgensby). Under konflikten mellem danskerne og de holstenske grever i begyndelsen af 1400-tallet tog munkene kronens parti. I 1496 sejrede observanterne mod konventualerne. 
Under reformationen i 1528 blev klosterkonventet opløst. I 1530 forærede den lutheranske Frederik 1. klosterbygningen til Flensborg by. I dag er bygningen indrettet til plejehjem. 
I den bevarede kirkesal i østfløjen hænger malerier af de danske konger Frederik 4., Frederik 5. og Christian 7.. Prædikestolen er fra 1639, altertavlen fra 1651 og krucifikset i korbuen er fra 1716.